# Lucas Vilar
Lucas Vilar, född 10 mars 2001, är en friidrottare från Brasilien. Han deltog vid olympiska sommarspelen 2020.